# Betula uliginosa
Betula uliginosa är en björkväxtart som beskrevs av Dugle. Betula uliginosa ingår i släktet björkar, och familjen björkväxter. Inga underarter finns listade.